# Victor Milligan
Victor „Vic“ Milligan (* 11. November 1929 in Belfast; † 4. März 2009) war ein britisch-kanadischer Bauingenieur (Geotechnik).
Milligan studierte Bauingenieurwesen an der Queen’s University Belfast, wo er 1951 seinen Bachelorabschluss und 1952 seinen Masterabschluss in Bodenmechanik machte. Danach arbeitete er als Ingenieur bei James Williamson and Partners in Schottland. 1954 ging er mit einem Stipendium an die Purdue University. 1956 ging er nach Kanada und 1960 gründete er mit Hugh Golder das geotechnische Ingenieurbüro Golder Associates in Mississauga in West-Toronto. 1960 bis zu seinem Ruhestand 1995 war er deren Leiter. Er baute das Büro zu einem der führenden geotechnischen Ingenieurbüros aus mit 7000 Mitarbeitern in 160 Niederlassungen weltweit (2009). 1980 bis 1983 war er Adjunct Professor an der University of Toronto.
Zu seinen Projekten gehörten die 13 km lange Northumberland Strait Bridge (von Prince Edward Island zum Festland), die U-Bahnen in Atlanta, Melbourne, Caracas und das Metro Netz in Singapur, Tunnelbauten in Toronto, über 50 Staudämme in Nordamerika, Griechenland und Australien.
2002 war er Terzaghi Lecturer. Er war Ehrendoktor der University of Waterloo (1990) und der Queens University in Belfast (1993). 1963 war er Mitgründer des Canadian Geotechnical Journal. 1973 erhielt er den R. F. Legget Award. 2001 wurde er auswärtiges Mitglied (Fellow) der Royal Academy of Engineering und 2005 Ehren-Fellow der Institution of Civil Engineers.
In den 1950er Jahren war er auch ein bekannter Mittelstreckenläufer. Bei den British Empire and Commonwealth Games 1954 in Vancouver wurde er als Anführer der nordirischen Mannschaft Vierter im Meilenlauf mit seiner persönlichen Bestzeit von 4:05,0 min. Im selben Jahr wurde er über diese Distanz Irischer Meister. Seine Sportlerkarriere wurde allerdings durch einen Kletterunfall abgebrochen, bei dem er wochenlang im Koma lag.